# Europeiska inomhusmästerskapen i friidrott 2023 – Damernas 3 000 meter

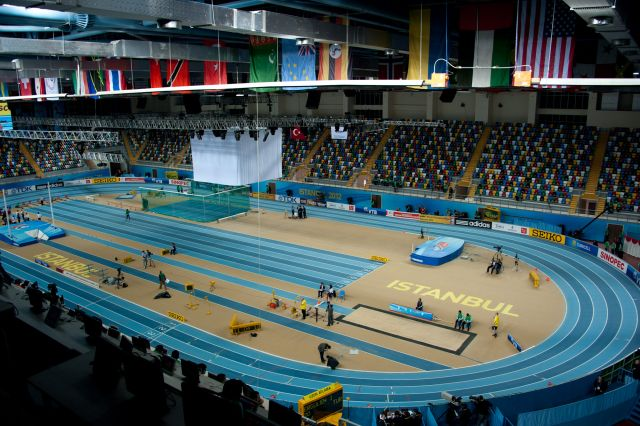
Arenan där mästerskapet tog plats

Damernas 3 000 meter vid europeiska inomhusmästerskapen i friidrott 2023 avgjordes mellan den 2 och 3 mars 2023 på Ataköy Athletics Arena i Istanbul i Turkiet.

## Medaljörer
| Guld                 | Silver                           | Brons                                  |
| Hanna Klein Tyskland | Konstanze Klosterhalfen Tyskland | Melissa Courtney-Bryant Storbritannien |

## Rekord
| Innan tävlingens start fanns följande rekord | Innan tävlingens start fanns följande rekord | Innan tävlingens start fanns följande rekord | Innan tävlingens start fanns följande rekord | Innan tävlingens start fanns följande rekord |
| -------------------------------------------- | -------------------------------------------- | -------------------------------------------- | -------------------------------------------- | -------------------------------------------- |
| Världsrekord                                 | Genzebe Dibaba (ETH)                         | 8.16,60                                      | Stockholm, Sverige                           | 6 februari 2014                              |
| Europeiskt rekord                            | Laura Muir (GBR)                             | 8.26,41                                      | Karlsruhe, Tyskland                          | 4 februari 2017                              |
| Mästerskapsrekord                            | Laura Muir (GBR)                             | 8.30,61                                      | Glasgow, Storbritannien                      | 1 mars 2019                                  |
| Världsårsbästa                               | Gudaf Tsegay (ETH)                           | 8.16,69                                      | Birmingham, Storbritannien                   | 25 februari 2023                             |
| Europaårsbästa                               | Konstanze Klosterhalfen (GER)                | 8.34,89                                      | Dortmund, Tyskland                           | 18 februari 2023                             |

## Program
Alla tider är lokal tid (UTC+03:00).
| Datum       | Tid   | Omgång      |
| ----------- | ----- | ----------- |
| 2 mars 2023 | 20:30 | Försöksheat |
| 3 mars 2023 | 20:18 | Final       |

## Resultat

### Försöksheat
De sex första i varje heat 0Q0 samt de tre snabbaste tiderna 0q0 kvalificerade sig för finalen.
| Placering | Heat | Namn                    | Nationalitet   | Tid      | Noteringar |
| --------- | ---- | ----------------------- | -------------- | -------- | ---------- |
| 1         | 1    | Konstanze Klosterhalfen | Tyskland       | 8.53,50  | 0Q0        |
| 2         | 1    | Camilla Richardsson     | Finland        | 8.53,60  | 0Q0, 0NR0  |
| 3         | 1    | Hannah Nuttall          | Storbritannien | 8.53,72  | 0Q0        |
| 4         | 1    | Ludovica Cavalli        | Italien        | 8.54,40  | 0Q0        |
| 5         | 1    | Maruša Mišmaš-Zrimšek   | Slovenien      | 8.56,71  | 0Q0        |
| 6         | 1    | Marta Pérez             | Spanien        | 8.56,82  | 0Q0        |
| 7         | 2    | Hanna Klein             | Tyskland       | 8.59,28  | 0Q0        |
| 8         | 2    | Nadia Battocletti       | Italien        | 8.59,65  | 0Q0        |
| 9         | 2    | Maureen Koster          | Nederländerna  | 9.00,33  | 0Q0        |
| 10        | 2    | Melissa Courtney-Bryant | Storbritannien | 9.00,40  | 0Q0        |
| 11        | 2    | Agate Caune             | Lettland       | 9.01,33  | 0Q0        |
| 12        | 2    | Yasemin Can             | Turkiet        | 9.01,34  | 0Q0, 0SB0  |
| 13        | 1    | Emine Hatun Mechaal     | Turkiet        | 9.03,03  | 0q0, 0SB0  |
| 14        | 2    | Marta García            | Spanien        | 9.06,14  | 0q0        |
| 15        | 1    | Mariana Machado         | Portugal       | 9.07,78  | 0q0        |
| 16        | 2    | Leila Hadji             | Frankrike      | 9.12,53  |            |
| 17        | 1    | Nanna Bové              | Danmark        | 9.13,65  |            |
| 18        | 2    | Micol Majori            | Italien        | 9.16,40  | 0SB0       |
| 19        | 2    | Lilla Böhm              | Ungern         | 9.18,93  | 0PB0       |
| 20        | 2    | Anastasia Marinakou     | Grekland       | 9.22,35  |            |
| 21        | 1    | Ine Bakken              | Norge          | 9.25,12  | 0PB0       |
| 22        | 2    | Gresa Bakraçi           | Kosovo         | 9.36,96  | 0NR0       |
| 23        | 1    | Sara Christiansson      | Sverige        | 9.99,99  | 0DNF0      |

### Final
Finalen startade klockan 20:53.
| Placering | Namn                    | Nationalitet   | Tid     | Noteringar |
| --------- | ----------------------- | -------------- | ------- | ---------- |
| 1         | Hanna Klein             | Tyskland       | 8.35,87 | 0PB0       |
| 2         | Konstanze Klosterhalfen | Tyskland       | 8.36,50 |            |
| 3         | Melissa Courtney-Bryant | Storbritannien | 8.41,19 |            |
| 4         | Nadia Battocletti       | Italien        | 8.44,96 | 0SB0       |
| 5         | Hannah Nuttall          | Storbritannien | 8.46,30 | 0PB0       |
| 6         | Maureen Koster          | Nederländerna  | 8.47,17 | 0SB0       |
| 7         | Marta Pérez             | Spanien        | 8.49,19 |            |
| 8         | Maruša Mišmaš-Zrimšek   | Slovenien      | 8.49,98 |            |
| 9         | Ludovica Cavalli        | Italien        | 8.53,97 |            |
| 10        | Marta García            | Spanien        | 8.54,92 |            |
| 11        | Agate Caune             | Lettland       | 8.56,88 | EU20L      |
| 12        | Camilla Richardsson     | Finland        | 8.57,13 |            |
| 13        | Emine Hatun Mechaal     | Turkiet        | 9.22,12 |            |
|           | Yasemin Can             | Turkiet        | 0DNF0   |            |
|           | Mariana Machado         | Portugal       | 0DNF0   |            |